# 16 Days in Afghanistan
16 Days in Afghanistan é um filme do gênero documentário, realizado no Afeganistão, que trata da viagem do diretor afegão-americano Anwar Hajher depois de 25 anos. O filme foi produzido por Mithaq Kazimi e é o primeiro documentário feito por afegãos-americanos desde a queda do Talibã, filmado naquela área.